# Aftenposten
Aftenposten (norwegisch Die Abendpost) ist die führende norwegische Zeitung aus Oslo.
1860 von Christian Schibsted als Christiania Adresseblad gegründet, erscheint sie bis heute in Riksmål. Die Morgenausgabe wurde im Jahr 2014 in rund 222.000 Exemplaren gedruckt. Seit 2010 hat Aftenposten die seit 1981 auflagenstärkste norwegische Tageszeitung Verdens Gang (Auflage 2014: 138.188) klar überholt. Zusätzlich erscheinen mit Aften eine auf Oslo begrenzte Abendausgabe (Auflage 2010: 105.012 Exemplare) und seit 1990 eine Sonntagsausgabe mit 232.900 Exemplaren.
Die aktuelle Chefredakteurin ist Trine Eilertsen. 
Aftenposten hat Korrespondenten in Berlin, London, Stockholm, Moskau und Washington, D.C.

## Geschichte

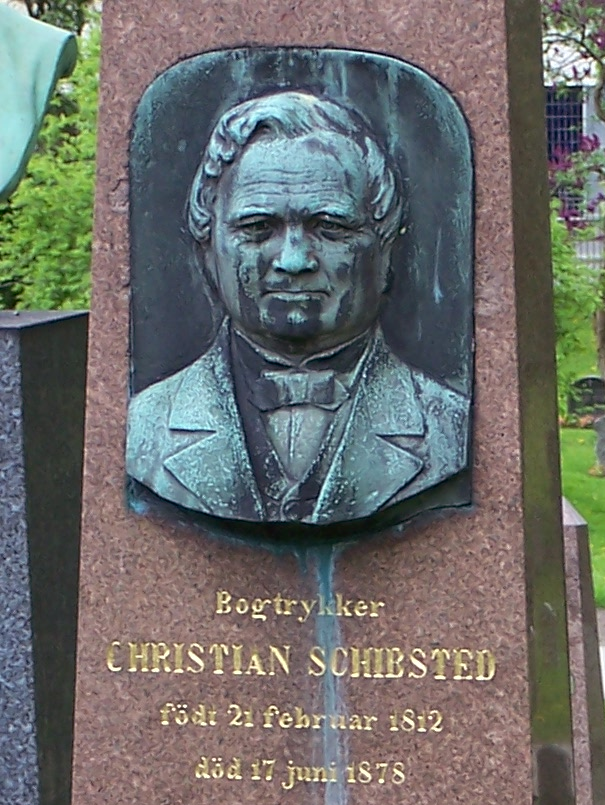
Christian Schibsted, Zeitungsgründer

Vor der Aftenposten erschien 1763 als erste gedruckte Zeitung Norwegens der Norske Intelligenz-Seddeler und als erste Tageszeitung Norwegens im Jahre 1819 das Morgenbladet. Die Zeitung hieß erst Christiania Adresseblad, ab Neujahr 1861 erschien sie dann als Aftenposten. War sie in den ersten Jahrzehnten ein eher unpolitisches Nachrichten- und Anzeigenblatt, bekam sie in den 1880er Jahren ein zunehmend konservatives Profil. Die journalistischen Fähigkeiten von Amandus Schibsted (Sohn von Christian Schibsted), der die Zeitung ab 1879 bis zu seinem Tod 1913 als Chefredakteur führte, steigerte ihre Beliebtheit weiter. Bekannte Norweger wie der Komponist Edvard Grieg wurden als Mitarbeiter gewonnen.
1885 hatte die Aftenposten eine Auflage von 6.500 Exemplaren und beschäftigte 56 Angestellte. Im stärker werdenden Konkurrenzkampf mit dem Morgenbladet wurde der Veröffentlichungsrhythmus im gleichen Jahr umgestellt. Nun erschien zusätzlich eine Morgenausgabe und eine Sonntagszeitung. Letztere wurde zwar 1919 eingestellt, aber 1990 wiederbelebt. Im Jahre 1889 wurde eine landesweite Ausgabe gestartet. Diese hieß erst „Aftenpostens ugeudgave“ und wurde 1904 in „Ukens Nytt“ umbenannt. Sie erschien bis 1989, zum Schluss im Tabloidformat. Seit 1927 erschien die Zeitung freitags mit der Wochenendbeilage „A-Magasinet“, diese wurde 1944 wegen Papiermangel eingestellt.
Obwohl in den 1930er Jahren in der Aftenposten immer wieder kritisch vor den Gefahren der Nazi-Bewegung in Deutschland gewarnt wurde, tendierte die Zeitung am Ende des Jahrzehnts eher zu nazifreundlichen Artikeln. Während der Besetzung durch das Deutsche Reich schließlich wurde Aftenposten zu einem Organ der kollaborierenden Partei Nasjonal Samling unter Vidkun Quisling umfunktioniert. Es bestand eine Zensur, alle Meinungsbeiträge mussten vorab vom norwegischen Reichskommissar Josef Terboven geprüft werden.
In den beiden Schlussjahren des Zweiten Weltkriegs schrieben sowohl Nazi-Sympathisanten wie der Literaturnobelpreisträger Knut Hamsun für den Aftenposten als auch Redakteure, die heimlich parallel für illegale Widerstandsblätter wie das London kl. 8 schrieben.
Nach dem Krieg gab es erbitterte Diskussionen um die Rolle der mit den Nazis kollaborierenden Zeitungen wie des Aftenposten und auch Prozesse gegen Redakteure wegen Landesverrat. Die Ausgleichszahlungen, die Zeitungen wie die Aftenposten oder die Morgenposten schließlich, teilweise erst nach Gerichtsverhandlungen Ende der 1940er Jahre, zahlen mussten, standen in keinem Verhältnis zu ihren Einnahmen während der Besatzungszeit. Die Historikerin Guri Hjeltnes sagte zu diesen damals geheimgehaltenen Gewinnen in einer späteren Studie über diese Zeit: „Die Hölle wäre losgebrochen, wären diese Zahlen schon Ende der vierziger Jahre bekannt geworden.“
Das damals verbotene sozialdemokratische Arbeiderbladet musste hingegen völlig neu starten. Diese Ungleichheit zum Neustart nach dem Krieg wirkte in Norwegens Zeitungslandschaft fort. Der Verlag der Aftenposten, Schipsted, kaufte 1962 günstig die vor dem Konkurs stehende, 1945 gegründete Boulevardzeitung Verdens Gang, die danach wesentlich zu seinem wirtschaftlichen Erfolg beitrug.

## Chefredakteure
| - Elling Kristoffersen, 1860–1863 - Zacharias Schlytter, 1863–1867 - Johan Magelssen, 1867–1879 - Amandus Schibsted, 1879–1913 - Ola Christofersen, 1913–1919 - Thorstein Diesen, 1913–1925 - Frøis Frøisland, 1919–1930 - Johs. Nesse, 1930–1941 - Haakon Øverland, 1936–1943 - Henry E. Endsjø, 1941–1945 - Johs. Nesse, 1945–1948 - Henrik J. S. Huitfeldt, 1945–1973 - Einar Diesen, 1948–1968 | - Herman Smitt Ingebretsen, 1949–1961 - Torolv Kandahl, 1961–1970 - Reidar Lunde, 1970–1978 - Hans Vatne, 1970–1984 - Trygve Ramberg, 1978–1986 - Egil Sundar, 1984–1990 - Andreas Norland, 1989–1993 - Einar Hanseid, 1994–2003 - Hans Erik Matre, 2004–2009 - Hilde Haugsgjerd, 2009–2013 (konstituiert 2008) - Espen Egil Hansen, 2013–2019 - Trine Eilertsen, 2020– | Fotogalerie der Chefredakteure 1863 bis 2019 |

## Verlag

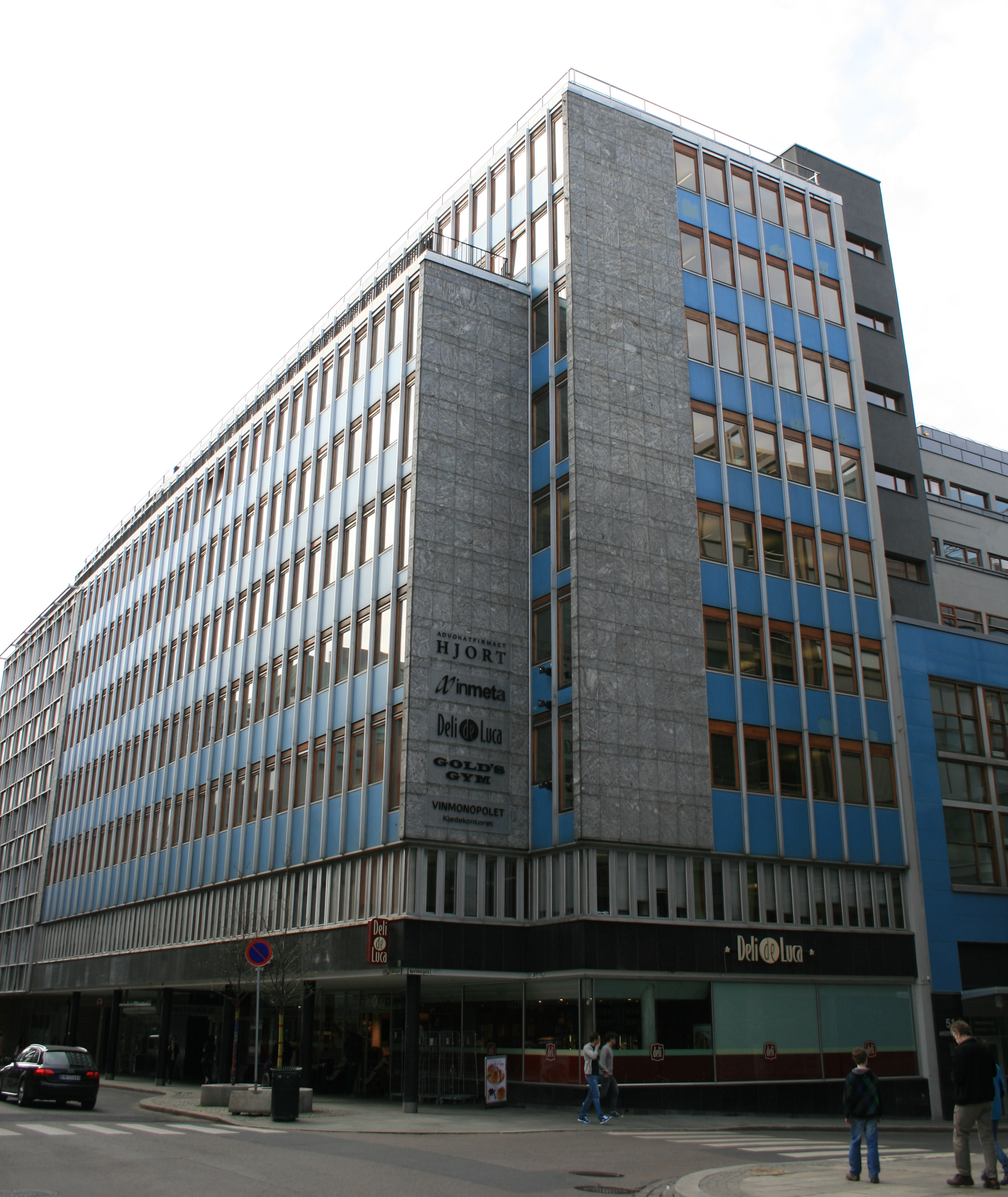
Bürogebäude der Zeitung Aftenposten in Akersgata 55, 0180 Oslo

Seit ihrer Gründung wird Aftenposten im Verlagshaus Schibsted publiziert. Die heutige Aktiengesellschaft Schibsted ASA ist alleiniger Eigentümer der Zeitung. Der Verlag befindet sich im Familienbesitz und ist seit 1992 an der Osloer Börse gelistet. Seit 2009 ist Rolf Erik Ryssdal Konzernchef, davor führte Kjell Aamot seit 1989 die Geschäfte.
Neben Aftenposten gehört die Zeitungsgruppe Harstad Tidende und die eher liberale Verdens Gang zum Schibsted Verlag. Ebenso befinden sich Besitzanteile verschiedener Regionalzeitungen im Publikationsbestand des Verlages. Dies sind Adresseavisen aus Trondheim, Bergens Tidende aus Bergen, Stavanger Aftenblad aus Stavanger sowie Fædrelandsvennen aus Kristiansand. Von 1999 bis 2005 gehörte die dann eingestellte Osloer Gratiszeitung Avis 1 auch zu Schibsted.
Neben einigen gescheiterten Engagements in der privatwirtschaftlichen Fernsehbranche (2006 wurden die Anteile am norwegischen TV 2 und am schwedischen TV 4 abgestoßen), konzentriert sich das Geschäft auf Printpublikationen. So gehören dem Verlag ebenso die sozialdemokratisch ausgerichtete schwedische Aftonbladet und die konservativ orientierte Stockholmer Svenska Dagbladet. Neben den größeren Engagements im Norden Europas, zu denen auch noch die estländische Mediengesellschaft Eesti Media (Herausgeber der Tageszeitungen „Postimees“ und „SL Õhtuleht“ sowie verschiedene Lokalzeitungen) gehören, investierte man in Gratiszeitungen in Frankreich, Spanien, Schweiz, Russland und anderen europäischen Ländern meist unter dem Titel 20 Minuten (20 Minutter).
Weitere Beteiligungen an Medienunternehmen bestehen in Lateinamerika und Südostasien. Auch online hat Schibsteds Aftenposten seine Kompetenz im Annoncengeschäft (Rubrikgeschäft, Jobanzeigen, Gebrauchtwagenhandel, Suchdienste) in Europa, Lateinamerika und Südostasien ausgebaut und etabliert.
2009 arbeiteten weltweit 8100 Beschäftigte in 22 Ländern für den Verlag. 2015 gab der Verlag 6800 Mitarbeiter in 30 Ländern an.

## Auflage

### Aftenposten(Morgenausgabe)
| - 1980: 223925 - 1981: 227122 - 1982: 230205 - 1983: 232459 - 1984: 233998 - 1985: 240600 - 1986: 252093 - 1987: 260915 - 1988: 264469 - 1989: 267278 - 1990: 265558 - 1991: 269278 - 1992: 274870 - 1993: 278669 - 1994: 279965 - 1995: 282018 - 1996: 283915 - 1997: 286163 - 1998: 288078 - 1999: 284251 | - 2000: 276429 - 2001: 262632 - 2002: 263026 - 2003: 256639 - 2004: 249861 - 2005: 252716 - 2006: 248503 - 2007: 250179 - 2008: 247556 - 2009: 243188 - 2010: 239831 - 2011: 235795 - 2012: 225981 - 2013: 214026 | \| \| \| Aftenposten (morgen) – Auflage 1980 – 2013 \| |
| | |                                                        |
| Aftenposten (morgen) – Auflage 1980 – 2013 | |                                                        |

### Aften(Abendausgabe)
| - 1989: 193932 - 1990: 192896 - 1991: 195022 - 1992: 197738 - 1993: 198647 - 1994: 188544 | - 1995: 186003 - 1996: 188635 - 1997: 191269 - 1998: 186417 - 1999: 180497 - 2000: 175783 - 2001: 167671 - 2002: 163924 - 2003: 155366 - 2004: 148067 - 2005: 141612 - 2006: 137141 - 2007: 131089 - 2008: 124807 - 2009: 111566 | \| \| \| Aften (abend) – Auflage 1989 – 2009 \| |
|                                                                                           | |                                                 |
| Aften (abend) – Auflage 1989 – 2009                                                       | |                                                 |